# Dourbie
Die Dourbie ist ein Fluss in den südfranzösischen Départementen Gard und Aveyron (Region Okzitanien). Sie ist nach dem an ihr liegenden Ort Dourbies benannt.

## Verlauf
Die Dourbie entspringt im Nationalpark Cevennen, im nördlichen Gemeindegebiet von Arphy, entwässert generell in westlicher Richtung, fließt in ihrem Unterlauf durch den Regionalen Naturpark Grands Causses und mündet nach ca. 72 km im Stadtgebiet von Millau als linker Nebenfluss in den Tarn.

## Orte am Fluss
- Dourbies
- Saint-Jean-du-Bruel
- Nant
- Millau

## Sehenswürdigkeiten
- Die Grandes Gorges de la Dourbie sind eine eindrucksvolle tiefe Felsschlucht.
- Die Dourbie gehört zu den schwierigsten Kajakgewässern Frankreichs.